# 糧倉明器

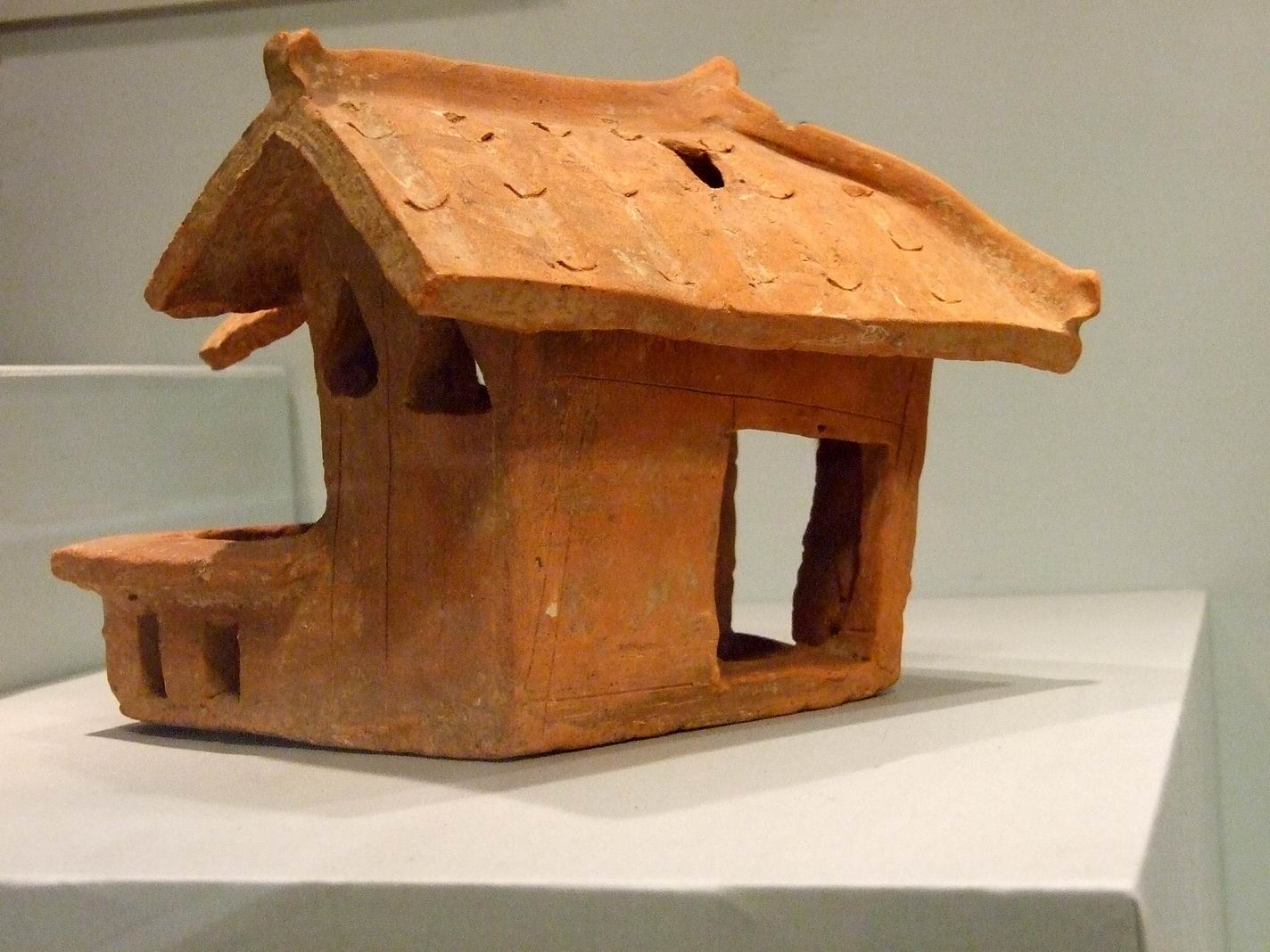
香港李鄭屋漢墓出土的陶倉明器

糧倉明器是其中一種漢代流行的明器。

## 背景資料
漢代盛行著「以生事死」的觀念，如王充《論衡．譏日篇》言：「推生事死，推人事鬼。見生人有飲食，死為鬼當能復飲食，感物思親，故祭祀也。」由於漢人相信人死後的生活會與在生時一樣，為了讓死者死後的生活能過得好一點，漸漸出現了模仿人生前所用的日常用品而製作的明器。所謂明器，是指「冥中所用之器也」。明器只供喪葬，不能實用，故又有「人器實，鬼器虛」之言。至於明器的種類繁多，主要可分為建築物、交通工具、人型或動物型的公仔、日常用品和有特別意義的擺設。

## 何謂糧倉明器
糧倉明器可分為四類：

### 一：囷式糧倉
《說文解字》曰：「囷，廩之圜者。」可見囷是用作儲糧的圓形建築。囷式糧倉設計最為簡單，應為一般百姓使用的糧倉，故這類糧倉明器出土的數量相對較多。

### 二：有支柱承托的平房式建築
外形與民房相似，多為長方形。為防糧食受潮變霉，此類糧倉多在倉身下有支柱承托，使整座建築物脫離地面，因此推斷這種糧倉應多流行於江淮地區。

### 三：單檐懸山式兩層倉樓
樓體呈長方形筒狀，通常下設短足，樓身上都設有窗，並且在樓底下設有通風孔，便於通風防潮。由此可見，此類糧倉應與第二類相同，流行於江淮地區。

### 四：多層倉樓
多層倉樓樓高四至六層不等，雕樑畫棟，設計精巧，很明顯是豪強地主所擁有的糧倉。以糧倉仿製品作為明器，反映漢人深信人死後的生活與人間一模一樣，故需有糧倉明器以供死者在死後世界儲糧之用。

## 相關資料連結
- 居室明器
- 廁所明器
- 陶灶明器
- 陶井明器